# Won norcoreano
El won norcoreano (en chosŏn'gŭl, 조선 민주주의 인민 공화국 원; romanización revisada, Joseon Minjujueui Inmin Gonghwaguk weon; McCune-Reischauer, Chosŏn Minjujuŭi Inmin Konghwaguk wŏn) o simplemente won (en chosŏn'gŭl, 원; en hancha, 圓; romanización revisada, weon; McCune-Reischauer, wŏn) es la moneda oficial de Corea del Norte. Se divide en 100 chones (en chosŏn'gŭl, 전; en hancha, 錢; romanización revisada, jeon; McCune-Reischauer, chŏn). La entidad encargada de emitir el won norcoreano es el Banco Central de la República Popular Democrática de Corea.

## Historia
El won se convirtió en la moneda de Corea del Norte el 6 de diciembre de 1947, sustituyendo al yen coreano que era todavía una moneda en circulación. La tasa de cambio se estableció en 100 yen por 1 KPW 1959. 
El won norcoreano se emite exclusivamente para ciudadanos norcoreanos, mientras que el Banco de Comercio (무역은행) emitió una moneda diferente para visitantes extranjeros, como muchos otros estados socialistas lo hicieron en el pasado. Sin embargo, Corea del Norte hizo dos variedades de divisas: una para visitantes "de países socialistas" que fue coloreado en rojo, y otro para visitantes "de países capitalistas" que fue coloreado en azul y/o verde. Sin embargo la práctica actual de los visitantes es pagar directamente con divisas fuertes como el euro o el dólar.
En 2001 el gobierno norcoreano abolió la tasa de cambio de 2,16 won por dólar (que se dice que estaba basada en la fecha de nacimiento de Kim Jong-il: el 16 de febrero), y el tipo de cambio de los bancos norcoreanos se acerca más a la tarifa del mercado negro. Una tasa de cambio más reciente se ha fijado en 142,45 won = 1 USD. Sin embargo, la gran inflación que sufre el país[cita requerida] ha erosionado el valor del won hasta el punto que se piensa que su valor real es parecido al del won surcoreano.

### Revalorización de 2009
El tercer won norcoreano se introdujo en una revaluación en noviembre de 2009, el primero en 50 años. A los norcoreanos se les dio siete días para cambiar un máximo de 100 000 ₩ (por un valor aproximado de 40 dólares estadounidenses en el mercado negro) en billetes de 1000 ₩ por billetes de 10 ₩, pero después de las protestas de algunos miembros de la población, el límite se elevó a 150 000 ₩ en efectivo. y 300 000 won en ahorros bancarios. El tipo de cambio oficial en ese momento era de alrededor de 740 dólares, pero se estimaba que el valor en el mercado negro de 150 000 ₩ era cercano a los 30 dólares. La revaluación, vista como una medida contra la actividad del mercado privado, acabó con los ahorros de muchos norcoreanos. The Times especuló que la medida pudo haber sido un intento del gobierno norcoreano de controlar la inflación de precios y destruir las fortunas de los comerciantes de dinero del mercado negro local. El anuncio se hizo en embajadas extranjeras pero no en los medios estatales de Corea del Norte.
Como parte del proceso, los antiguos billetes dejaron de ser de curso legal el 30 de noviembre de 2009, pero los billetes valorados en el nuevo won no se distribuyeron hasta el 7 de diciembre de 2009. Por lo tanto, los norcoreanos no pudieron cambiar dinero por bienes o servicios durante una semana, y la mayoría de las tiendas, restaurantes y servicios de transporte fueron cerrados. Los únicos servicios que permanecieron abiertos fueron los que atienden a la elite política y a los extranjeros, quienes continuaron comerciando exclusivamente en moneda extranjera. La medida generó preocupación entre los funcionarios norcoreanos de que la medida provocaría disturbios civiles. La agencia de noticias china Xinhua describió a los ciudadanos norcoreanos como en "pánico colectivo"; se pusieron en alerta bases militares y hubo informes no confirmados de protestas públicas en las calles en un puñado de ciudades y pueblos de Corea del Norte, lo que obligó a las autoridades a aumentar ligeramente la cantidad de moneda que la gente podía intercambiar. También se prendieron fuego a montones de billetes viejos en distintos lugares del país, se arrojaron billetes viejos a un arroyo (en contra de las leyes de profanación de imágenes de Kim Il-sung) y dos comerciantes del mercado negro fueron asesinados a tiros en las calles de Pyongsong por la policía local, según informes internacionales. Las autoridades amenazaron con un "castigo despiadado" para cualquier persona que viole las reglas del cambio de moneda.
Las fotografías de los nuevos billetes se publicaron el 4 de diciembre de 2009 en el Chosun Shinbo, un periódico norcoreano con sede en Japón. El periódico afirmó que la medida debilitaría el libre mercado y fortalecería el sistema socialista del país. Sin embargo, el won se desplomó un 96 por ciento frente al dólar estadounidense en los días siguientes a la revaluación. Las autoridades finalmente elevaron el límite a 500 000 wones, informó Chosun, y prometieron no investigar los ahorros de hasta un millón de wones, y realizar retiros ilimitados si los ahorros de más de un millón se contabilizaban adecuadamente.
En febrero de 2010, se suavizaron algunas de las restricciones al libre mercado y un alto funcionario del partido fue despedido tras incidentes de disturbios. Pak Nam-gi, director del Departamento de Planificación y Finanzas del gobernante Partido de los Trabajadores de Corea del Norte, fue ejecutado más tarde en 2010. Corea del Norte negó cualquier crisis grave relacionada con la revaluación.

## Etimología
La palabra “won” es un término cognado que deriva del yuan chino y el yen japonés. Estas tres monedas tienen en común el mismo símbolo chino: 圓, que denota la propiedad redonda de un objeto (las monedas). El won se divide en 100 chones o jeon (en hangul: 전, en hanja: 錢), que significa “dinero”, el cual tiene el mismo origen que en chino para referirse al bronce y el cobre, con los que estaban fabricadas las monedas chinas.

## Monedas

### Primera serie
Las primeras monedas acuñadas para la circulación en todo el país datan de 1959 y tenían los valores de 1, 5, 10 y 50 chones. Más tarde, en 1987, se introdujo la moneda de 1 won. Todas las monedas eran de aluminio. Durante la Guerra Fría había un sistema especial de monedas para grupos diferentes de personas. Las monedas sin estrellas eran para ciudadanos norcoreanos, las monedas con una estrella eran para “visitantes de países socialistas”, y las monedas con dos estrellas eran para “visitantes de países capitalistas”.
| Denominación | Emisión | Metal | Diámetro (mm) | Peso (g) | Anverso                                                                                  | Reverso                                                            | Imagen |
| ------------ | ------- | ----- | ------------- | -------- | ---------------------------------------------------------------------------------------- | ------------------------------------------------------------------ | ------ |
| 1 chon       | 1959-   | Al    | 16,20         | 0,64     | Escudo de armas - 조선 민주주의 인민 공화국 - año de acuñación                           | 1 전                                                               |        |
| 5 chones     | 1959-   | Al    | 18,20         | 0,81     | Escudo de armas - 조선 민주주의 인민 공화국 - año de acuñación                           | 5 전                                                               |        |
| 10 chones    | 1959-   | Al    | 20,10         | 0,95     | Escudo de armas - 조선 민주주의 인민 공화국 - año de acuñación                           | 10 전                                                              |        |
| 50 chones    | 1978-   | Al    | 25,30         | 2,00     | Escudo de armas - 조선 민주주의 인민 공화국 - 50 전 - Ramas de laurel - año de acuñación | Estatua de Chollima - año de acuñación                             |        |
| 1 won        | 1987    | Al    | 27,10         | 2,40     | Templo                                                                                   | Escudo de armas - 조선 민주주의 인민 공화국 - 1 - año de acuñación |        |

| Denominación | Emisión | Metal | Diámetro (mm) | Peso (g) | Anverso                                                                                  | Reverso                                                           | Imagen |
| ------------ | ------- | ----- | ------------- | -------- | ---------------------------------------------------------------------------------------- | ----------------------------------------------------------------- | ------ |
| 1 chon       | 1959-   | Al    | 16,20         | 0,70     | Escudo de armas - 조선 민주주의 인민 공화국 - año de acuñación                           | 1 전 - Estrella de cinco puntas                                   |        |
| 5 chones     | 1959-   | Al    | 18,20         | 0,90     | Escudo de armas - 조선 민주주의 인민 공화국 - año de acuñación                           | 5 전 - Estrella de cinco puntas                                   |        |
| 10 chones    | 1959-   | Al    | 20,10         | 1,10     | Escudo de armas - 조선 민주주의 인민 공화국 - año de acuñación                           | 10 전 - Estrella de cinco puntas                                  |        |
| 50 chones    | 1978-   | Al    | 25,30         | 2,00     | Escudo de armas - 조선 민주주의 인민 공화국 - 50 전 - Ramas de laurel - año de acuñación | Estatua de Chollima - Estrella de cinco puntas - año de acuñación |        |

| Denominación | Emisión | Metal | Diámetro (mm) | Peso (g) | Anverso                                                                                  | Reverso                                                                | Imagen |
| ------------ | ------- | ----- | ------------- | -------- | ---------------------------------------------------------------------------------------- | ---------------------------------------------------------------------- | ------ |
| 1 chon       | 1959-   | Al    | 16,20         | 0,70     | Escudo de armas - 조선 민주주의 인민 공화국 - año de acuñación                           | 1 전 - Dos estrellas de cinco puntas                                   |        |
| 5 chones     | 1959-   | Al    | 18,20         | 0,90     | Escudo de armas - 조선 민주주의 인민 공화국 - año de acuñación                           | 5 전 - Dos estrellas de cinco puntas                                   |        |
| 10 chones    | 1959-   | Al    | 20,10         | 1,00     | Escudo de armas - 조선 민주주의 인민 공화국 - año de acuñación                           | 10 전 - Dos estrellas de cinco puntas                                  |        |
| 50 chones    | 1978-   | Al    | 25,30         | 2,00     | Escudo de armas - 조선 민주주의 인민 공화국 - 50 전 - Ramas de laurel - año de acuñación | Estatua de Chollima - Dos estrellas de cinco puntas - año de acuñación |        |

### Segunda serie
Las antiguas monedas en circulación eran de 1, 5, 10 y 50 chon y 1 won. Todas estas piezas fueron acuñadas en aluminio. Las monedas corrientes en circulación son:
| Denominación | Emisión | Metal | Diámetro (mm) | Peso (g) | Anverso                                                                 | Reverso | Imagen |
| ------------ | ------- | ----- | ------------- | -------- | ----------------------------------------------------------------------- | ------- | ------ |
| 5 wones      | 2005    | Al    | 21,00         | 1,20     | Escudo de armas - 조선 민주주의 인민 공화국 - 오원 - año de acuñación   | 5 원    |        |
| 10 wones     | 2005    | Al    | 23,10         | 1,70     | Escudo de armas - 조선 민주주의 인민 공화국 - 십원 - año de acuñación   | 10 원   |        |
| 50 wones     | 2005    | Al    | 25,10         | 2,00     | Escudo de armas - 조선 민주주의 인민 공화국 - 오십원 - año de acuñación | 50 원   |        |
| 100 wones    | 2005    | Al    | 27,10         | 2,40     | Escudo de armas - 조선 민주주의 인민 공화국 - 백원 - año de acuñación   | 100 원  |        |

Además de las monedas circulantes, hay una gran abundancia de monedas diferentes conmemorativas acuñadas con el nombre de la República Democrática Popular de Corea. La gran mayoría de las monedas conmemorativas son vendidas al extranjero, mientras que las monedas para ciudadanos de Corea del Norte son muy difíciles de encontrar en el mercado numismático.

### Tercera serie
Luego de las devaluaciones sufridas a lo largo de la primera década del siglo XXI, se revaluó la unidad monetaria norcoreana con los siguientes valores en monedas:
| Denominación | Emisión | Metal    | Anverso                                     | Reverso                | Imagen |
| ------------ | ------- | -------- | ------------------------------------------- | ---------------------- | ------ |
| 1 chon       | 2008    | Aluminio | Escudo de armas - 조선 민주주의 인민 공화국 | 1 전 - Flora norcorena |        |
| 5 chones     | 2008    | Aluminio | Escudo de armas - 조선 민주주의 인민 공화국 | 1 전 - Flora norcorena |        |
| 10 chones    | 2002    | Aluminio | Escudo de armas - 조선 민주주의 인민 공화국 | 1 전 - Flora norcorena |        |
| 50 chones    | 2002    | Aluminio | Escudo de armas - 조선 민주주의 인민 공화국 | 1 전 - Flora norcorena |        |
| 1 won        | 2002    | Aluminio | Escudo de armas - 조선 민주주의 인민 공화국 | 1 전 - Flora norcorena |        |

## Billetes

### Primer won
La cifra de estos billetes se produjo en 15, 20 y 50 chones; junto con ₩ 1, ₩ 5, ₩ 10 y ₩ 100 en 1947. El won fue reemplazado por el segundo en 1959 a una tasa de ₩ 1 nuevo por ₩ 100 viejos.

### Segundo won
Como se explicó anteriormente, hay dos variedades de certificados extranjeros. Para la serie de billetes de 1978, los certificados extranjeros fueron implementados por sobresello y color del número de serie,  a excepción del valor de 100 wones con la efigie de Kim Il-sung, que no se dio a los extranjeros, al suponer que no guardarían el respeto adecuado a su imagen (doblándolo en sus carteras o arrugándolo, por ejemplo).
En 1988, el Banco de Comercio (무역은행) (en comparación al Banco Central) emitió dos series únicas de los certificados extranjeros. Ambos incluyen 1 chon, 5 chones, 10 chones, 50 chones, ₩ 1, ₩ 5, ₩ 10, y ₩ 50. La serie de los "visitantes capitalistas" era de color azul-verde, mientras que la serie de los "visitantes socialistas" era de color rosado. El chon tenía un diseño simple de los patrones y los valores, mientras que el won socialista representa la Exposición Internacional de la Amistad, y el won capitalista representa la estatua de Chollima.
La cifra de billetes para el segundo won, hasta diciembre de 2009, fueron los siguientes:
En 2006, los billetes de ₩ 1000 y ₩ 5000 fueron revisados, de forma que los campos de color de fondo del texto solo lo recogen, sin acercarse a los márgenes. En 2007, el billete de ₩ 500 también fue revisado con esos cambios, y se le añadió un parche de OVI (tinta ópticamente variable). Los billetes de ₩ 100, ₩ 1000 y ₩ 5000 se basaron esencialmente en un diseño común con exactamente los mismos temas, sólo variaron por el color y las medidas de seguridad (mayores en los billetes de ₩ 1000 y ₩ 5000).

### Tercer won
La actual serie de billetes del tercer won se emiten en los valores de ₩ 5, ₩ 10, ₩ 50, ₩ 100, ₩ 200, ₩ 500, ₩ 1000, ₩ 2000, y ₩ 5000. Kim Il-sung es representado sólo en el anverso de la más alta denominación, con el ₩ 100 junto con la magnolia (flor nacional) y otros billetes representan a personas genéricas o varios monumentos en Corea del Norte. 
| Imagen (anverso y reverso) | Imagen (anverso y reverso) | Denominación | Tipo                | Emisión |
| -------------------------- | -------------------------- | ------------ | ------------------- | ------- |
|                            |                            | 5 wones      | Circulación general | 1992    |
|                            |                            | 10 wones     | Circulación general | 1992    |
|                            |                            | 50 wones     | Circulación general | 1992    |
|                            |                            | 100 wones    | Circulación general | 1992    |
|                            |                            | 200 wones    | Circulación general | 2005    |
|                            |                            | 500 wones    | Circulación general | 1998    |
|                            |                            | 1000 wones   | Circulación general | 2002    |
|                            |                            | 2000 wones   | Circulación general | 2008    |
|                            |                            | 5000 wones   | Circulación general | 2002    |